# Horst Posdorf
Horst Eckart Alwin Posdorf (né le 8 février 1948 à Dornum et mort le 12 octobre 2017) est un mathématicien allemand, homme politique (CDU) et de 2005 à 2009 député du Parlement européen. Là, il fait partie du Groupe du Parti populaire européen (PPE).

## Biographie
Après avoir obtenu son diplôme d'études secondaires et terminé son service militaire, Horst Posdorf étudie les mathématiques et la physique à l'Université de la Ruhr à Bochum à partir de 1968 et obtient son diplôme en 1974 en tant que mathématicien qualifié. 1974/1975 il est avocat stagiaire et à partir de 1975 évaluateur du poste d'enseignant. De 1976 à 1978, Posdorf travaille comme assistant de recherche au centre informatique de l'Université de la Ruhr et obtient son doctorat en 1978. Entre 1978 et 1980, il est chargé de cours à l'université de Bochum et à l'université de sciences appliquées de Dortmund. En 1981, il est nommé professeur de mathématiques à l'Université de sciences appliquées de Dortmund.

## Politique
Posdorf est membre du Landtag de Rhénanie-du-Nord-Westphalie de 1985 à 2000. De 1985 à 1995, il est le porte-parole de la politique scientifique de son groupe parlementaire et de 1995 à 2000, président de la commission parlementaire pour la politique européenne et la coopération au développement. En 1996, Posdorf devient vice-président du Mouvement européen de Rhénanie-du-Nord-Westphalie.
En octobre 2005, il remplace le défunt Jürgen Zimmerling au Parlement européen, dont il reste député jusqu'à la fin de la législature de 2009.

## Honneurs
- 1994: Chevalier de l'Ordre du Mérite de la République fédérale d'Allemagne
- 2002: Officier de l'Ordre du Mérite de la République fédérale d'Allemagne
- 2007: Ordre royal de Monisaraphon (Khmer: គ្រឿងឥស្សរិយយស មុនី សារា ភ័ ណ្ឌ)
- 2008: Doctorat honoris causa de l'Université du Cambodge pour mérite en politique de développement